# Municipio de Atltzayanca
El municipio de Atltzayanca es uno de los 60 municipios que constituyen el estado mexicano de Tlaxcala. Se encuentra localizado al este del estado y aproximadamente 48 kilómetros al este de la ciudad de Tlaxcala de Xicohténcatl. Cuenta con una extensión territorial de 141,520 km². Según el censo de 2020, el municipio tiene 18,111 habitantes.

## Toponimia
Su nombre proviene del náhuatl “Azayancan” y este, a su vez, de la palabra “Atl” que significa Agua, así como del vocablo “Tzayani”, que se traduce como Rompe y, “Can”, locativo de Lugar y se interpreta como: "Lugar donde se Rompen las Aguas".

## Geografía física

### Ubicación
Atltzayanca se localiza al norte del estado entre las coordenadas geográficas 19°26′ de latitud norte, y 97°48′ de longitud oeste; a una altitud promedio de 2600 metros sobre el nivel del mar.
El municipio colinda al norte y al este con el estado de Puebla, específicamente con los municipios de Ixtacamaxtitlan y Libres; al sur con Cuapiaxtla, al sureste con El Carmen Tequexquitla; al noroeste con Terrenate, y al oeste con Huamantla.

### Orografía
En la parte norte del municipio posee zonas accidentadas, al centro y al sur se encuentran zonas planas. Sus suelos se componen de varios tipos, los más importantes son: regosoles, andosoles, cambisoles, litosoles, gleysoles, fluvisoles, vertisoles e histosoles; su uso es ganadero, forestal y agrícola.

### Hidrografía
El municipio pertenece a la región hidrológica Balsas. Sus recursos hidrológicos son proporcionados principalmente por varios arroyos, algunos de caudal permanente; así como los pozos de agua potable.

### Clima
Su principal clima es el semiseco; con lluvias en verano y sin cambio térmico invernal bien definido. La temperatura media anual es de 22°C, la máxima se registra en el mes de mayo (22.3 °C) y la mínima se registra en febrero (6.3 °C). El régimen de lluvias se registra entre los meses de julio y septiembre, contando con una precipitación media de 122.7 milímetros.

## Política

### Gobierno municipal
Su forma de gobierno es democrática y depende del gobierno estatal y federal; se realizan elecciones cada 3 años, en donde se elige al presidente municipal y su gabinete.
El municipio cuenta con 7 localidades, las cuales dependen directamente de la cabecera del municipio, las más importantes son: Altzayanca (cabecera municipal), San Francisco Axopilco, San José Buenavista, Concepción Hidalgo, Felipe Carrillo Puerto, La Garita, Lázaro Cárdenas, Mesa Redonda, Miahuapan el Bajo, Nexnopala, Rancho Ocotla, Rancho la Providencia, Rancho El Cristo, Santa Cruz Pósitos, La Rincona, San Antonio Tecopilco, San José Xalasco y San Juan Ocotitla.

## Cultura

### Patrimonio
| - Parroquia de Santiago Apóstol. - Capilla de Guadalupe. - Capilla de San Antonio de Padua. - Galería del Agua - Hacienda de San Antonio Zoapila. - Hacienda de San José Xalasco. | - Hacienda Vista Hermosa. - Rancho de San Pedro Ocotla. - Rancho de San Antonio. - Rancho de El Cristo. - Rancho de la Quinta. - Diversas zonas arqueológicas (xalasco, ocotitltla) |

- Espacio Cultural Cine Victoria

### Festividades
Fiestas civiles
- Aniversario de la Independencia de México: 16 de septiembre.
- Aniversario de la Revolución mexicana: El 20 de noviembre.
- El carnaval: febrero y marzo.

Fiestas religiosas
- Semana Santa: jueves y viernes Santos.
- Día de la Santa Cruz: 3 de mayo.
- Fiesta en honor de la Virgen de Guadalupe: 12 de diciembre.
- Día de Muertos: 2 de noviembre.
- Fiesta en honor a Santiago Apóstol: 25 de julio.